# Karl Malden
Karl Malden, vlastním jménem Mladen George Sekulovič (22. března 1912, Chicago, Illinois, USA - 1. července 2009) byl americký herec česko-srbského původu.
Byl nejstarší ze tří synů. Narodil se jako Mladen Sekulovič v Chicagu a vyrostl v Gary v Indianě. Jeho srbský otec Petar Sekulović (1886–1975) pracoval jako mlékař a také v ocelárnách a matka, Minnie (za svobodna Seberová) Sekulovič (22. března 1892 – 15. července 1995), byla Češka a pracovala jako švadlena nebo herečka.
Jednalo se nositele ocenění Americké filmové akademie Oscar za vedlejší roli ve snímku Tramvaj do stanice touha režiséra Elii Kazana z roku 1951 a držitele Ceny Emmy za účinkování v televizním seriálu Osudová představa z roku 1980. V relativně známém válečném životopisném snímku Generál Patton si zahrál postavu generálporučíka Omara Bradleyho.
V letech 1989–1992 působil ve funkci prezidenta americké Akademie filmového umění a věd.